# Panchganius
Panchganius is een geslacht van hooiwagens uit de familie Assamiidae.
De wetenschappelijke naam Panchganius is voor het eerst geldig gepubliceerd door Roewer in 1935. 

## Soorten
Panchganius is monotypisch en omvat slechts de volgende soort:
- Panchganius blatteri